# Condado de Graham (Kansas)
O Condado de Graham é um dos 105 condados do estado americano de Kansas. A sede do condado é Hill City, e sua maior cidade é Hill City. O condado possui uma área de 2 328 km² (dos quais 1 km² estão cobertos por água), uma população de 2 946 habitantes, e uma densidade populacional de 1 hab/km² (segundo o censo nacional de 2000). O condado foi fundado em 26 de fevereiro de 1887.